# Derekursywacja
Derekursywacja – przekształcenie algorytmu rekursyjnego w odpowiadający mu funkcjonalnie algorytm iteracyjny. Choć algorytmy rekurencyjne bywają prostsze do zrozumienia, to obarczone są jednak zwykle dużą złożonością obliczeniową lub pamięciową (zob. asymptotyczne tempo wzrostu): algorytmy iteracyjne bliższe są zwykle architekturze procesorów (a dokładniej ich modelom programowym), przez co zwykle są szybsze i zużywają mniej pamięci (największym obciążeniem jest przeważnie kosztowna obsługa stosu wywołań).

## Przykład
Następujący rekurencyjny algorytm obliczania n-tej liczby ciągu Fibonacciego naśladuje indukcyjną definicję matematyczną:
```
podprogram
 fibonacci(
n
):
    
jeżeli
 
n
 < 2, 
to zwróć
 
n
.
    
zwróć
 fibonacci(
n
 - 1) + fibonacci(
n
 - 2).
```

Nie jest on wydajny ze względu na wykładniczą (względem wartości argumentu n) złożoność czasową i liniową złożoność pamięciową. Jego derekursywacja daje algorytm iteracyjny o liniowej złożoności czasowej i stałej − pamięciowej:
```
podprogram
 fibonacci(
n
):
    
jeżeli
 
n
 < 2, 
to zwróć
 
n

    
niech
 
przedostatnia
 = 0
    
niech
      
ostatnia
 = 1
    
wykonaj
 
n
 - 1 
razy
:
        
niech
      
ostatnia
 = 
ostatnia
 + 
przedostatnia

        
niech
 
przedostatnia
 = 
ostatnia
 - 
przedostatnia

    
zwróć
 
ostatnia
```

Na marginesie dodać należy, że przedstawiony powyżej algorytm nie jest jeszcze najszybszym sposobem obliczania liczb Fibonacciego, jest jednak czytelnym przykładem zysków płynących z derekursywacji.